# Davidești
Davidești is een Roemeense gemeente in het district Argeș.
Davidești telt 2950 inwoners.